# Еакид
Еакид (на гръцки: Aἰακίδης; † 313 пр.н.е.) е цар на Епир от 331 – 316 пр.н.е. и през 313 пр.н.е. Той е син на Ариб от Епир (Arybbas; Ἀρύββας) и внук на Алкет I от Епир (Alcetas I; Ἀλκέτας). Еакид наследява трона на Епир, след смъртта на братовчед си Александър I от Епир, който е убит в Италия. Той се жени за Фтия, дъщеря на Менон IV от Фарсала (Menon; Mενων).
През 317 пр.н.е. помага на Полиперхон в опититему да върне на трона на Македония, братовчедката си Олимпия и пет годишния цар Александър IV Македонски (майка и син на Александър Велики). На следващата година Еакид тръгва да помогне на Олимпия, която е притисната от Касандър, но епирците се разбунтуват срещу него и го свалят от трона. Пир по това време е само на две години и е спасен с големи усилия от това да бъде убит, от някои от слугите останали верни на баща му. През 313 пр.н.е. епирците вече уморени от македонското управление викат Еакид да се върне като цар. Касандър веднага изпраща армия срещу него командвана от брат му Филип. Армията водена от Филип побеждава Еакид в две битки, във втората от които царя на Епир е убит.